# Kyle Hyland
Kyle Hyland (Bay Village, 1 maart 1991) is een Amerikaanse voetballer die bij voorkeur als verdediger speelt. Hij tekende in december 2013 bij Indy Eleven, nadat hij een maand eerder einde contract was bij Columbus Crew.

## Clubcarrière
Hyland tekende in 2013 als Home Grown Player bij Columbus Crew. Bij Columbus speelde hij in zijn eerste seizoen elf wedstrijden voor de reserves, maar geen enkele voor het eerste team. Op 11 december 2013 tekende hij bij Indy Eleven, op dat moment actief in de NASL, het tweede niveau in de Verenigde Staten. Hij maakte zijn debuut op 13 maart 2014, tegen Carolina RailHawks.